# Sri-lankische Badmintonmeisterschaft 2015
Die Sri-lankische Badmintonmeisterschaft 2015 fand vom 22. bis zum 27. Oktober 2015 in Anuradhapura statt. Es war die 63. Austragung der nationalen Titelkämpfe im Badminton in Sri Lanka.

## Sieger und Finalisten
| Disziplin    | Gold                                                | Silber                               |
| ------------ | --------------------------------------------------- | ------------------------------------ |
| Herreneinzel | Niluka Karunaratne                                  | Dinuka Karunaratne                   |
| Dameneinzel  | Thilini Pramodika                                   | Kavindi Ishandika Sirimannage        |
| Herrendoppel | Niluka Karunaratne Dinuka Karunaratne               | Sachin Dias Buwenaka Goonethileka    |
| Damendoppel  | Achini Ratnasiri Upuli Weerasinghe                  | Thilini Pramodika Chandrika de Silva |
| Mixed        | Buwenaka Goonethileka Kavindi Ishandika Sirimannage | Niluka Karunaratne Nadeesha Gayanthi |